# Kirche Zöbigker

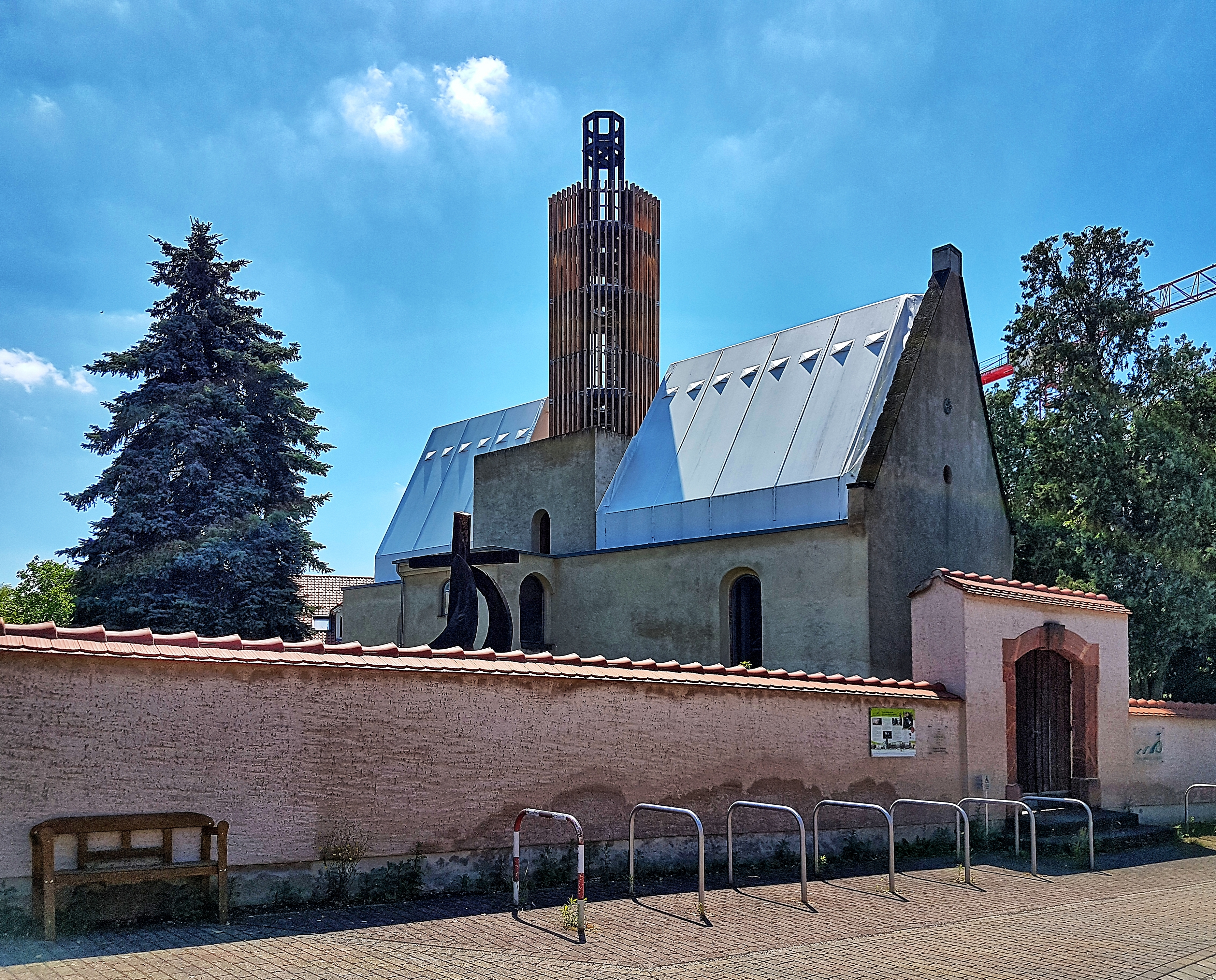
Kirche Zöbigker von Nordwesten, 2024

Die Kirche Zöbigker – seit 2007 Fahrradkirche Zöbigker – ist das evangelische Gotteshaus in Zöbigker, einem Ortsteil von Markkleeberg, im Landkreis Leipzig in Sachsen. Das Kirchengebäude, dessen Gemeinde zur Martin-Luther-Kirchgemeinde Markkleeberg-West gehört, wird seit 2006 wiederaufgebaut. Sie befindet sich an der Via Imperii und am Lutherweg Sachsen.

## Geschichte
Die genaue Entstehungszeit des ursprünglichen Gotteshauses ist nicht bekannt. Im Jahr 1724 veranlasste der Rittergutsbesitzer von Zöbigker, der sächsische Oberpostmeister Johann Jacob Kees der Jüngere, die Erneuerung der alten Kirche von Zöbigker im Barockstil. Eine weitere Renovierung fand 1883 unter Leitung des Kirchenbaumeisters Hugo Altendorff statt.
Das Sakralgebäude brannte am 17. Mai 1942 infolge eines Schwelbrandes im Orgelmotor (Gebläse-Motor) nieder. Nach Kriegsende und über Jahrzehnte blieb das Bauwerk als Brandruine stehen, weil die Politik der DDR Kirchenbauten nicht priorisierte und Baumaterialien für Industriebauten und Wohnhäuser benötigt wurden. Erschwerend kam die drohende Abbaggerung von Zöbigker wegen des nahenden Braunkohle-Tagebaus Cospuden hinzu.
2006, also etliche Jahre nach der deutschen Wiedervereinigung, starteten Mitglieder der Kirchgemeinde Zöbigker auf dem Gelände um die zugewucherte Ruine einen Arbeitseinsatz mit dem Ziel, das Gotteshaus als Fahrradkirche in der Art einer Radwegekirche nutzen zu können. Am Ostermontag 2007 wurde der erste Radfahrer-Gottesdienst am Kirchengebäude gefeiert, 
Im Jahr 2012 folgte – 70 Jahre nach dem Kirchenbrand – erstmals wieder ein Abendmahlsgottesdienst, diesen hielt der damalige Bischof Jochen Bohl. Nach weiteren Enttrümmerungsaktionen gab es 2015 den ersten Gottesdienst im Inneren des niedergebrannten Sakralbaus. 

Kirche um 1840
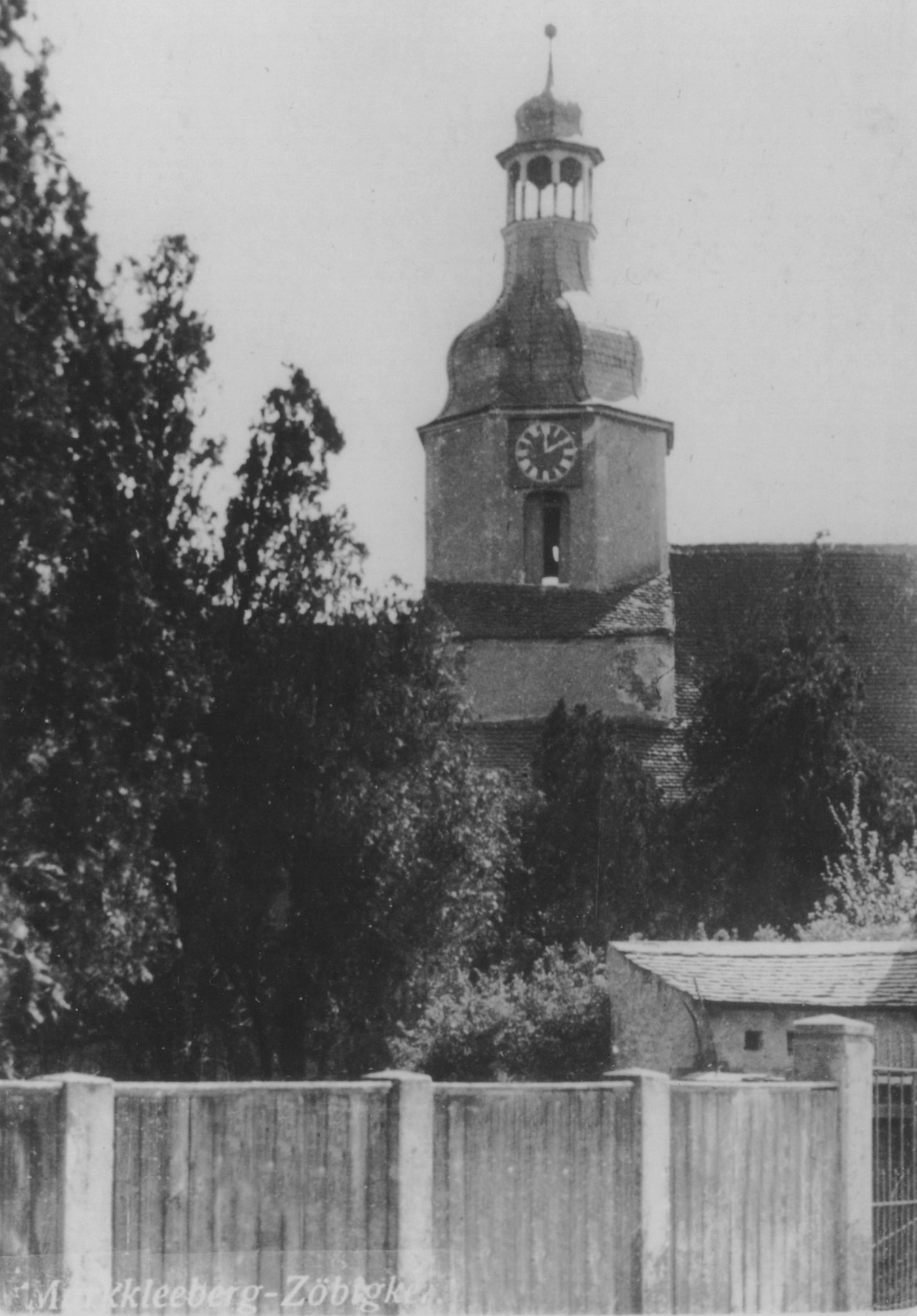
Unversehrter Kirchturm, vor 1942
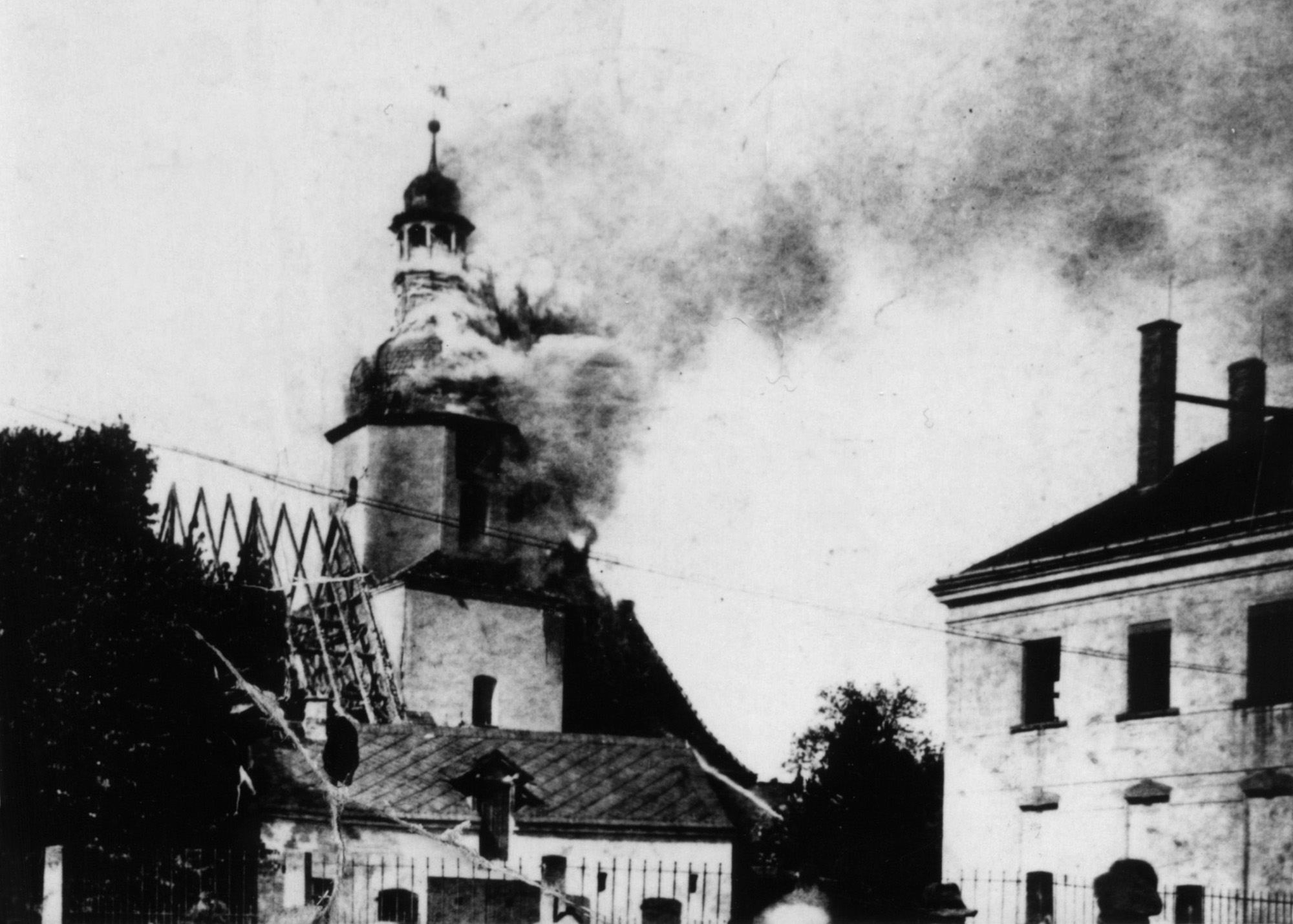
Brand der Kirche Zöbigker im Jahr 1942
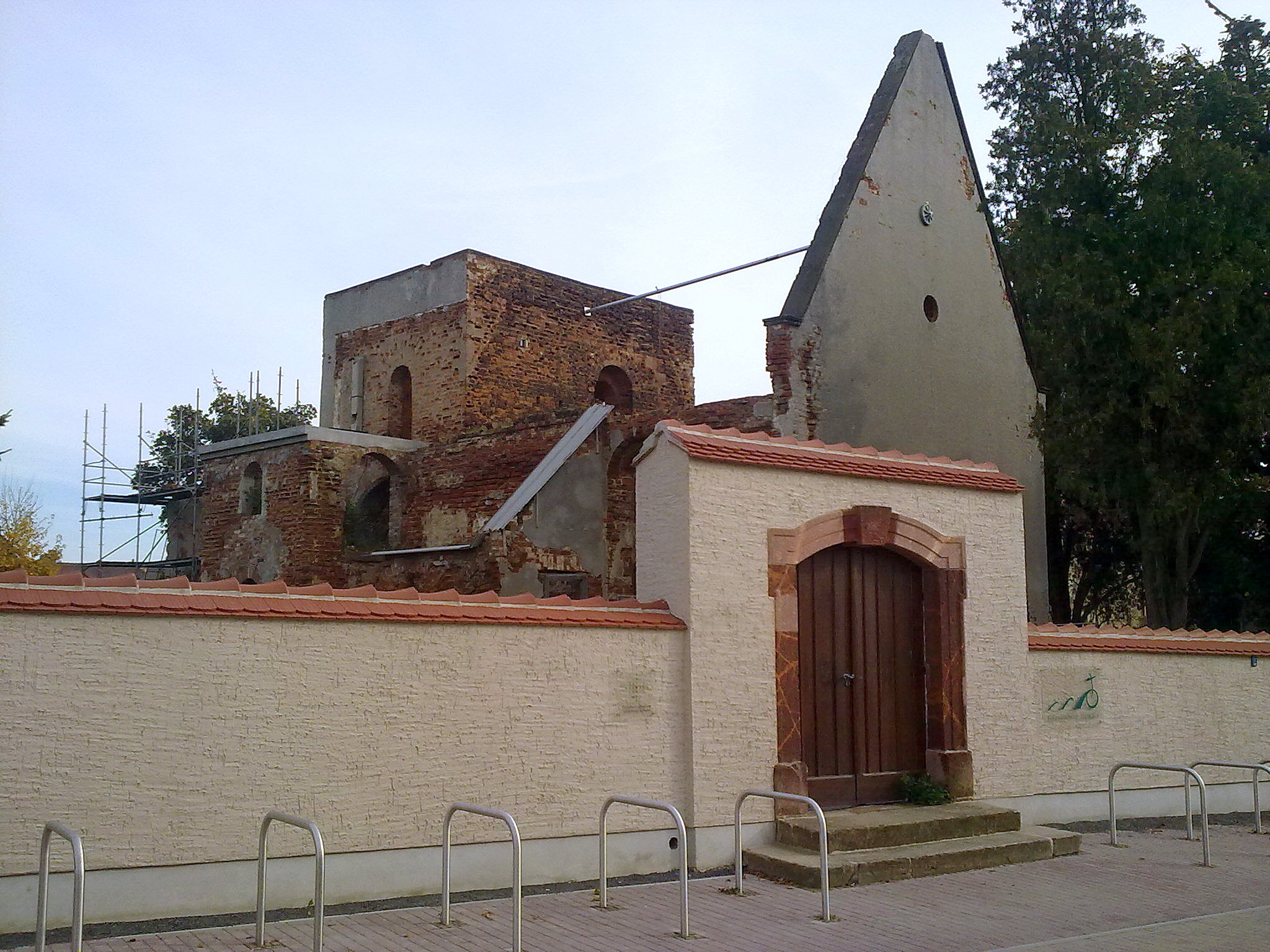
Kirche Zöbigker, 2010

## Bauwerk
Das Bauwerk ist eine Saalkirche mit Chorturm und eingezogenem Ostchor. Am Baukörper, einem an der Außenseite verputzten Ziegelbau, ist am Turm der Ansatz einer Tonnenwölbung erkennbar.
Erbaut wurde die Kirche im 13. oder 14. Jahrhundert, Umbauten gab es im 18. Jahrhundert, im 19. Jahrhundert und im frühen 21. Jahrhundert. Folgende Jahreszahlen sind überliefert: 1726: Erneuerung, 1883: Renovierung, 2006: Neuweihe, 2009: Sicherung, 2014 bis 2020: Sanierungsmaßnahmen sowie Neubau Dachstuhl. Der Sakralbau weist (bzw. wies) Merkmale von Romanik, Barock, Historismus und Moderne auf.
Um nach Jahrzehnten der Verwitterung und des Verfalls die Kirchenruine wieder für Veranstaltungen nutzen zu können, wurde von 2014 bis 2020 die Verkehrssicherheit wiederhergestellt: Es erfolgten Sanierungsmaßnahmen an der einsturzgefährdeten Bestandsmauer und am Turmstumpf, die Erneuerung des Ringankers, Außenputzarbeiten mit Kalkputz und gesiebtem Quarzsand aus der Grube Großschkorlopp und die Sicherung der historischen Putze aus dem 18. Jahrhundert im ziegelsichtig verbliebenen Innenraum.
Im neu errichteten Südanbau gibt es eine behindertengerechte Toilettenanlage, im Ostanbau einen Lager- und Medienraum. Im Kircheninneren wurden die Bodenbeläge erneuert, und neu eingelassene Fundamente tragen den Dachstuhl für das lichtdurchlässige Membrandach.
Am 13. Mai 2024 wurden per Schwerlastkran die beiden je zwölf Tonnen schweren Turmelemente aufgesetzt und mit dem Betonanker verbunden. Damit gilt der Wiederaufbau nach 18 Jahren als weitgehend abgeschlossen. Die Gesamtkosten lagen laut Förderverein bei einem „mittleren sechsstelligen Betrag“, die auch dank zahlreicher Helfer, Spender und Sponsoren zusammengetragen werden konnten.

## ProjektFahrradkirche Zöbigker

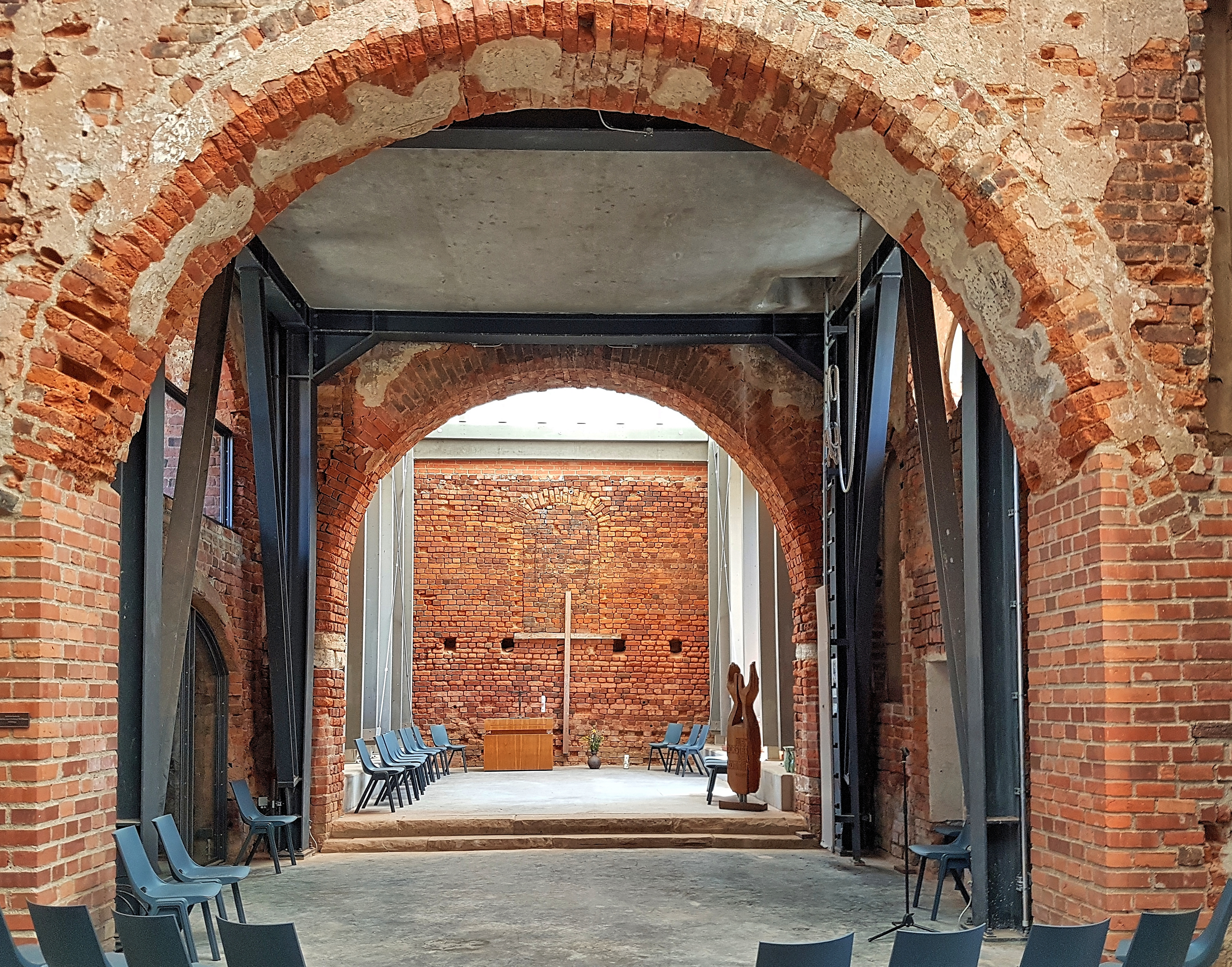
Innenansicht mit Blick zum Altar, 2024

Im Oktober 2006 startete die Martin-Luther-Kirchgemeinde Markkleeberg-West ihr Projekt Fahrradkirche Zöbigker entsteht aus einer Ruine. Das Ziel ist, die einstige Dorfkirche Zöbigker mit ihrem Außengelände zu beleben – als Ort der Besinnung, der Begegnung und der Kommunikation für Markkleeberger, für Besucher aus dem Umland und für Touristen –, unabhängig von sozialen Schichten und Herkunft.
Das Kirchengrundstück In der Nähe des Hafens Zöbigker liegt im Naherholungsgebiet Leipziger Neuseenland, das ein umfangreiches und modernes Radwegenetz hat. Der Radweg Neuseenlandroute ist rund 100 Kilometer lang, verläuft am Ostufer des Cospudener Sees und wird sowohl von Einheimischen als auch von Tages- und Wochenendausflüglern genutzt. Außerdem führt der ökumenische Pilgerweg Via Imperii dort entlang.
Die Fahrradkirche bietet die Gelegenheit, abseits der Touristenströme zu Besinnung zu finden sowie besondere Veranstaltungen zu erleben. Das Fahrrad soll dabei auch als Symbol zur Bewahrung der Schöpfung verstanden werden. Ziel ist, die Fahrradkirche Zöbigker nach Ende des Wiederaufbaus als verlässlich geöffnete Kirche zu verankern – unter dem Leitsatz „Wen dürstet, der komme“ (Offenbarung 22,17). Neben der Vermittlung von Geschichte und Kultur sollen christliche Werte erlebbar und auch Nichtchristen der Zugang zur Kirche, Gott und zueinander angeboten werden.
|  |  |

## Förderverein
Der Verein der Freunde und Förderer der Fahrradkirche Zöbigker e. V. gründete sich am 9. November 2010. Ziel ist das Engagement für die Erhaltung und Sanierung der einstigen Dorfkirche und die Ermöglichung ihrer dauerhaften Nutzung. Für das Projekt erhielt der Förderverein im Jahr 2017 den Sächsischen Bürgerpreis.

## Geläut
Die Kirche Zöbigker erhielt 1785 ein neu gegossenes Geläut aus drei Bronze-Kirchenglocken in G-Dur der Gebr. Ulrich, die damals in Laucha an der Unstrut ansässig war.
Im Ersten Weltkrieg blieben sie aufgrund ihrer Eingruppierung in die Gruppe B 3 Hohe Einbaukosten von der Beschlagnahme als Metallspende des deutschen Volkes verschont. Im Zweiten Weltkrieg wurden sie in die Gruppe B als schützenswerte Glocken vorerst von der Einschmelzung verschont. Später mussten die Glocken 1 und 2 trotzdem abgeliefert werden, die Glocke 1 blieb verschollen. Die Glocke 2 (die mittlere) wurde nach dem Zweiten Weltkrieg auf dem Glockenfriedhof Hamburg aufgefunden und kehrte nach Zöbigker zurück. Glocke 3 zersprang beim Brand in viele Bruchstücke.
Die mittlere Glocke mit dem Schlagton h' ist erhalten: Sie wiegt 300 Kilogramm und trägt die Aufschrift GLORIA IN EXCELSIS DEO (= Ehre sei Gott in der Höhe), ihr unterer Durchmesser beträgt 791 Millimeter.
Am 13. September 2020 konnte sie dank des Mitmachfonds Sachsen in das Gotteshaus zurückkehren, wurde dort in den neu entstehenden Kirchturm auf der ersten Turmebene in den neuen Glockenstuhl eingehängt, neu geweiht und kann geläutet werden.

## Verschiedenes
- Der Wiederaufbau der Kirche Zöbigker wurde mit 90.000 Euro aus dem einstigen Vermögen von Parteien und Massenorganisationen der DDR gefördert.[12]
- Sanierung und Sicherung des Sakralbaus wurden ab 2012 mehrfach von archäologischen Untersuchungen begleitet. Gefunden wurden Spuren möglicher Vorgängerbauten, Grüfte sowie mehrere Körpergräber des ehemaligen Friedhofes. Auch konnten Siedlungsspuren aus vorgeschichtlicher Zeit erfasst werden.[13]
- Das Pfarrerbuch Sachsen verzeichnet Pfarrer an der Kirche Zöbigker seit 1539.[14]